# Paragomphus flavohamatus
Paragomphus flavohamatus är en trollsländeart som först beskrevs av Martin 1921.  Paragomphus flavohamatus ingår i släktet Paragomphus och familjen flodtrollsländor. Inga underarter finns listade i Catalogue of Life.